# Моравиця (Тирговиштська область)
Мора́виця (болг. Моравица) — село в Тирговиштській області Болгарії. Входить до складу общини Антоново.

## Населення
За даними перепису населення 2011 року у селі проживали 192 особи.
Національний склад населення села:
| Національність   | Кількість осіб | Відсоток |
| ---------------- | -------------- | -------- |
| цигани           | 161            | 83,9%    |
| болгари          | 22             | 11,5%    |
| турки            | 7              | 3,6%     |
| Всього відповіли | 192            |          |

Розподіл населення за віком у 2011 році:
Динаміка населення: